# Baryprostha
Baryprostha is een geslacht van rechtvleugeligen uit de familie sabelsprinkhanen (Tettigoniidae). De wetenschappelijke naam van dit geslacht is voor het eerst geldig gepubliceerd in 1891 door Karsch.

## Soorten
Het geslacht Baryprostha omvat de volgende soorten:
- Baryprostha bellua Karsch, 1891
- Baryprostha bestiola Dohrn, 1906
- Baryprostha foliacea Ingrisch, 1990